# Макникол, Куинн
Куинн Макникол (англ. Quinn MacNicol; род. 14 февраля 2008) — австралийский футболист, атакующий полузащитник клуба «Брисбен Роар». 

## Клубная карьера
Макникол — воспитанник клуба «Брисбен Роар». 14 августа 2023 года в матче Кубка Австралии против «Ньюкасл Юнайтед Джетс» он дебютировал за основной состав. 26 августа в поединке национального кубка против «Сидней Юнайтед» Куинн забил свой первый гол за «Брисбен Роар». 27 октября в матче против «Сидней» он дебютировал в А-Лиге. 